# Сектинское
Сектинское (также Большое Сектинское, уст. Сокт) — пресноводное озеро в России, расположенное в Восточно-Барабинской низменности на западе Коченёвского района Новосибирской области, к востоку от озера Иткуль.

## Общие сведения
Озеро имеет близкую к овальной форму, береговая линия умерено изрезана. Высота над уровнем моря — 156 м. Площадь озера — 12,6 км², водосборная площадь — 64,5 км². Длина с запада на восток составляет около 4,8 км, ширина в западной части достигает 3,3 км.

## Описание
Значительных притоков не имеет. Острова отсутствуют. Берега пологие, покрытые травой, кустарником и камышом, в значительной мере заболочены, дно покрыто илом. Вдоль южного берега проходит автомобильная дорога федерального значения Р254 Иртыш и участок железной дороги Омск — Новосибирск с остановочным пунктом Тихомирово у посёлка Тихомировского, находящегося всего в 2 км к югу от озера. В 1,5 км к северо-западу находилось озеро Малое Сектинское, которое сейчас на картах отмечено как болото.
В озере водятся гольян, ротан и крупный карась. В озере также осуществляется разведение пеляди, 4 млн мальков которой были выпущены в озеро в 2023 году.